# Макси (сеть магазинов)
Сеть магазинов «Макси» — российский ретейлер, развивающий сеть продовольственных супермаркетов и гипермаркетов в Вологодской, Архангельской, Кировской и Ярославской областях. По состоянию на 13 июня 2024 года розничная сеть «Макси» насчитывает 75 магазинов в 12 городах Северо-Западного, Центрального и Приволжского округов.
Представляет традиционный ассортимент продуктов питания с расширенным предложением местных производителей и продукции собственного производства. Осуществляет логистику через распределительные центры в Вологде, Архангельске, Великом Устюге. Также компания развивает оптовую торговлю и дистрибьюцию продовольственных товаров.

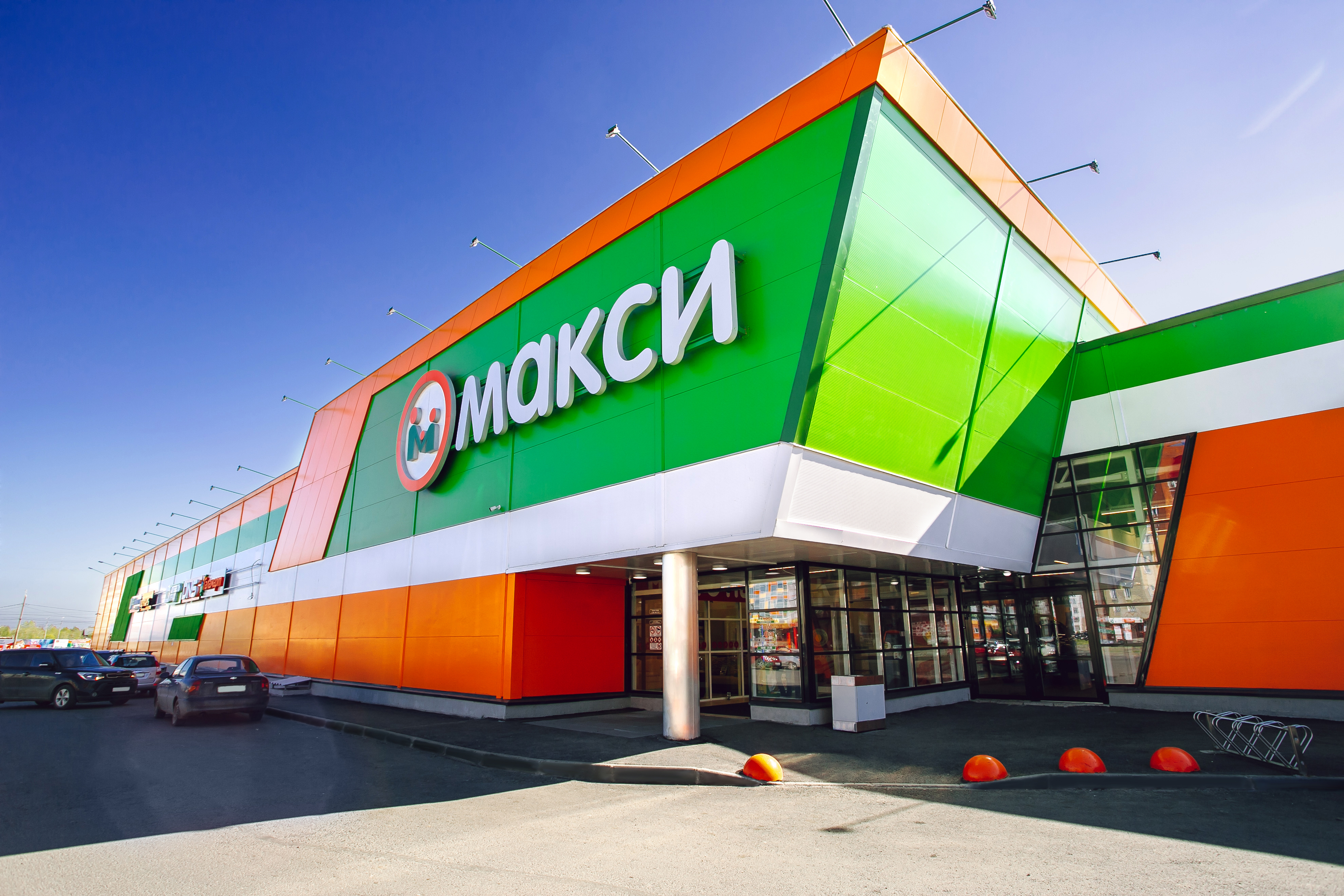
Гипермаркет-компакт Макси в Архангельске на Московском проспекте, 46

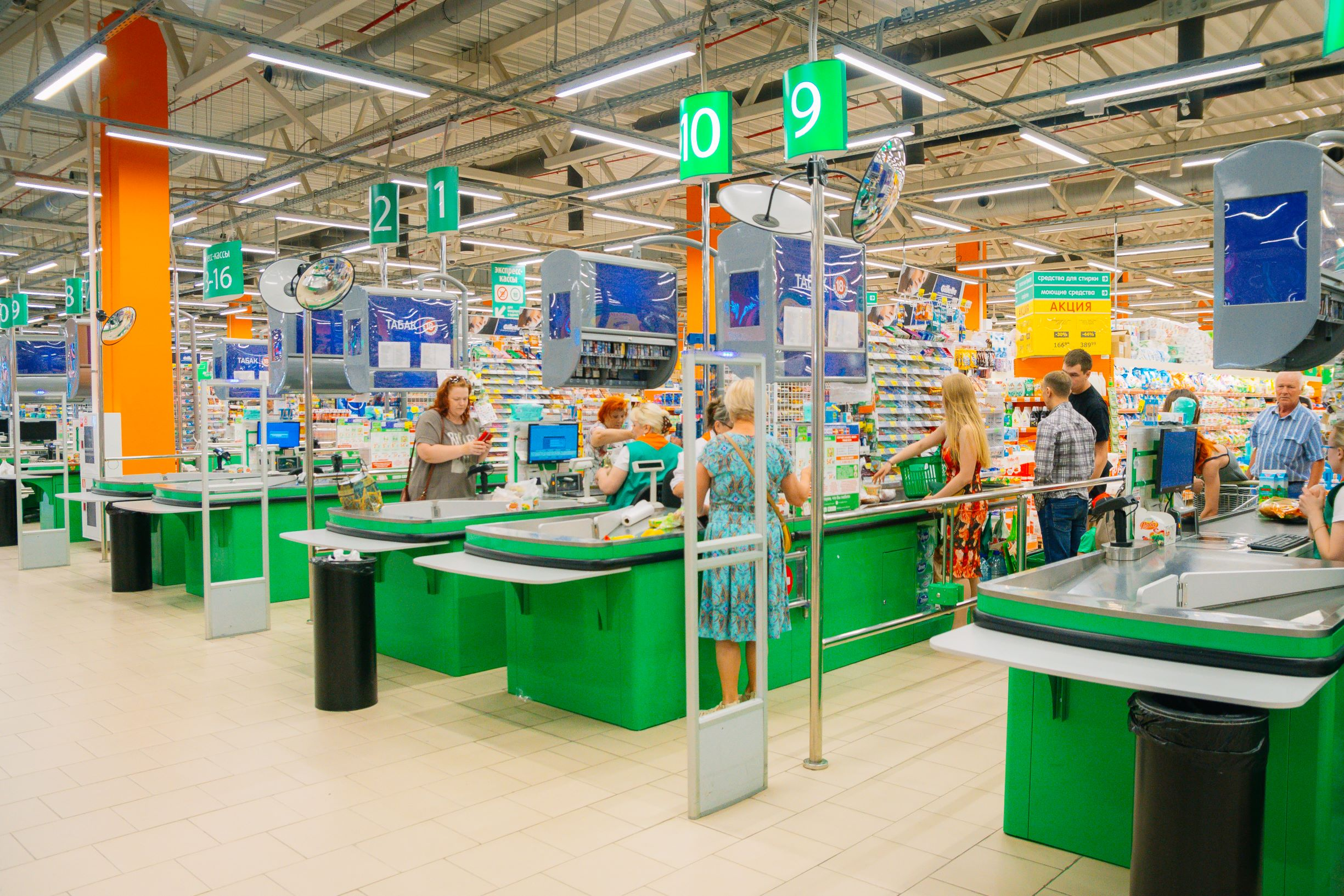
Гипермаркет Макси в Вологде, интерьер

Входит в число крупнейших торговых предприятий Северо-Запада России и в топ-100 ритейлеров России. Главный офис находится в Вологде.

## История и развитие
Компания «Макси» была основана в 1996 году в Вологде. В 2003 году начала развитие розничной торговой сети, открыла первые супермаркеты в домашнем регионе.
Компания масштабирует розничную сеть посредством собственного строительства, покупки, реконструкции и аренды объектов коммерческой недвижимости.
15 мая 2010 года открылся первый гипермаркет сети в Вологде, а в 2012 году в Череповце в составе торгово-развлекательного центра «Макси». В 2016 году сеть выходит в Архангельскую область.
В 2018 году начинается период активного развития розничной сети: за год открыты 14 новых торговых точек, в том числе первые гипермаркеты в Северодвинске и Кирове. В 2019-м — плюс ещё 15 магазинов. С марта по октябрь 2020 года открыты 9 розничных торговых точек, в том числе в Архангельске, Кирове, к географии сети прибавился Ярославль.

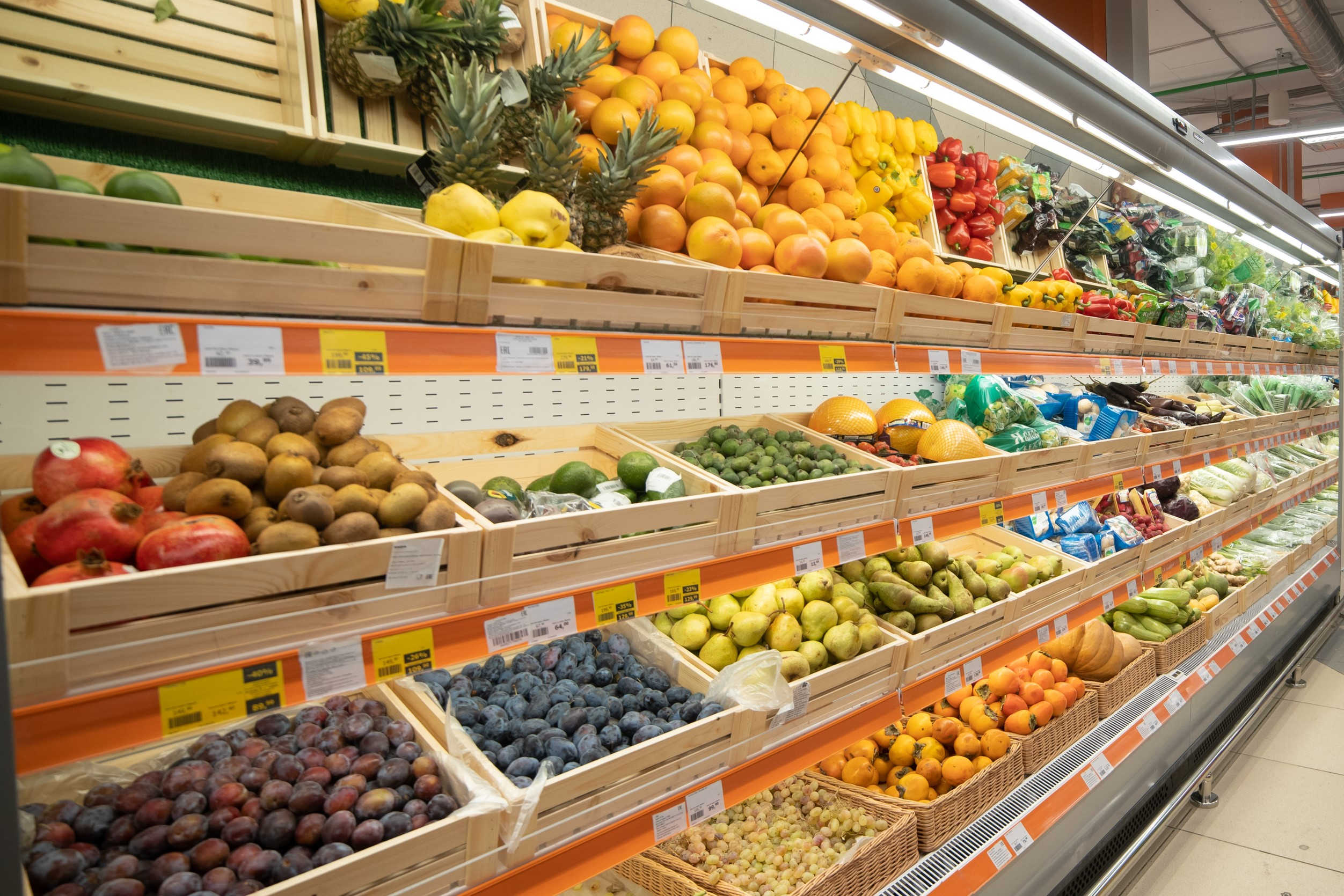
Отдел овощей и фруктов в супермаркете Макси

За четыре года сеть показала более чем трехкратный рост — с 18 до 62 РТТ. Супермаркеты и гипермаркеты «Макси» работают в Вологде, Череповце, Архангельске, Северодвинске, Кирове, Ярославле, Рыбинске.
В 2023 году ритейлер открыл девять магазинов Увеличил сеть в Ярославле, Рыбинске Северодвинске и зашел в новые города: Великий Устюг в Вологодской области, Котлас, Коряжма и Новодвинск в Архангельской области.

## Награды и премии
- «Мы выбираем, нас выбирают» (городской конкурс, Вологда) — победитель в номинации «Лучшая торговая сеть» (2017, 2018, 2019)[18], «Лучшее мобильное приложение в сфере продаж товаров и услуг» (2021)[19], «Лучший производитель хлебобулочных изделий» (2022)[20]
- Международная премия Private Label Awards — победитель в номинации «Развитие СТМ в региональной сети» (2019[21], 2020)[22], лауреат III степени в номинации «Лучшая СТМ продовольственных товаров» (2024)[23]
- «Народная премия Город Че-2023», Череповец — победитель в номинации «Магазин у дома»[24]